# 제임스 레브혼
제임스 레브혼(James Rebhorn, 1948년 9월 1일 ~ 2014년 3월 21일)은 미국의 배우이다.

## 출연 작품
- 인디펜던스 데이
- 업 클로즈 앤 퍼스널
- 리플리
- 리얼스틸